# لاک-سرژان، کبک
لاک-سرژان (به فرانسوی: Lac-Sergent) شهرکی در منطقه شهری پورتنوف ناحیه کاپیتل-ناسیونال در استان کبک کانادا است. در سرشماری سال ۲۰۱۱ این شهرک ۲۸۰ نفر جمعیت داشته‌است و مساحت آن ۳٫۵۲ کیلومتر مربع است.